# Зелёный (Греховское сельское поселение)
Зелёный — поселок в Советском районе Кировской области в составе Греховского сельского поселения. 

## География
Находится в правобережной части района на расстоянии примерно 3 километра по прямой на юго-восток от районного центра города Советск.

## История
Известен в 1873 году как деревня Мысы, где было дворов 3 и жителей 46, в 1905 6 и 29, в 1926 (тогда Советский школьный городок) 26 и 132 соответственно, в 1989 (уже поселок Зелёный) проживало 379 жителей. 

## Население
Постоянное население составляло 337 человек (русские 98%) в 2002 году, 341 в 2010.